# Giorgio Vasari

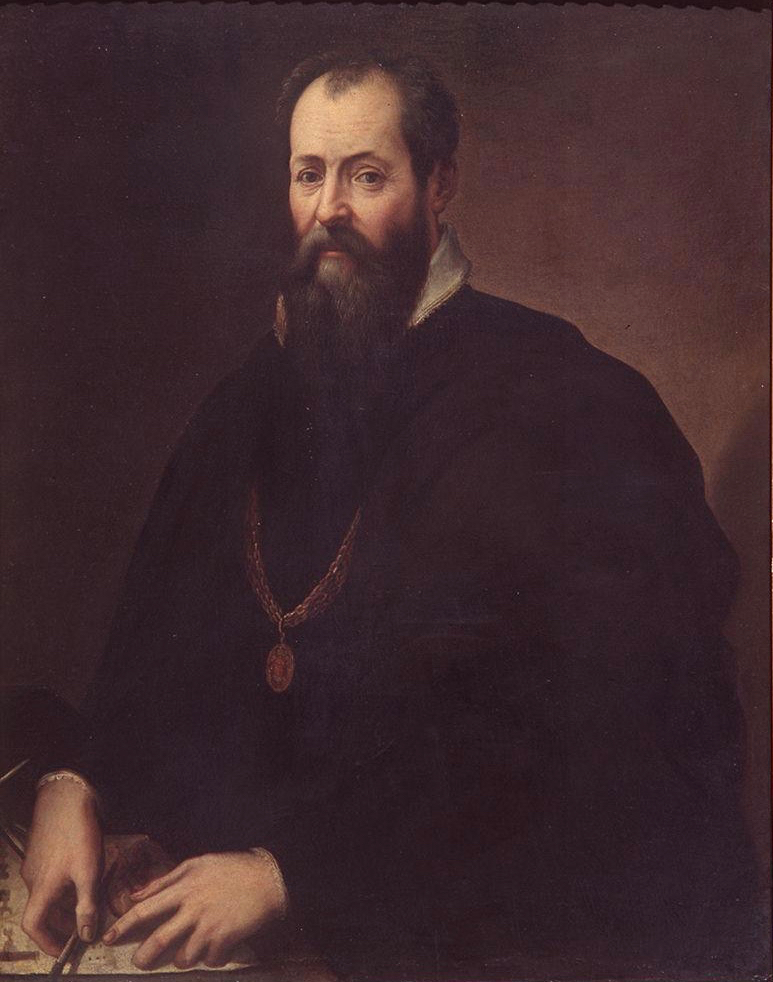
Giorgio Vasari (oder Jacopo Zucchi) (Selbst-)Porträt, um 1570–1574, Öl auf Holztafel, Galleria degli Uffizi, Florenz

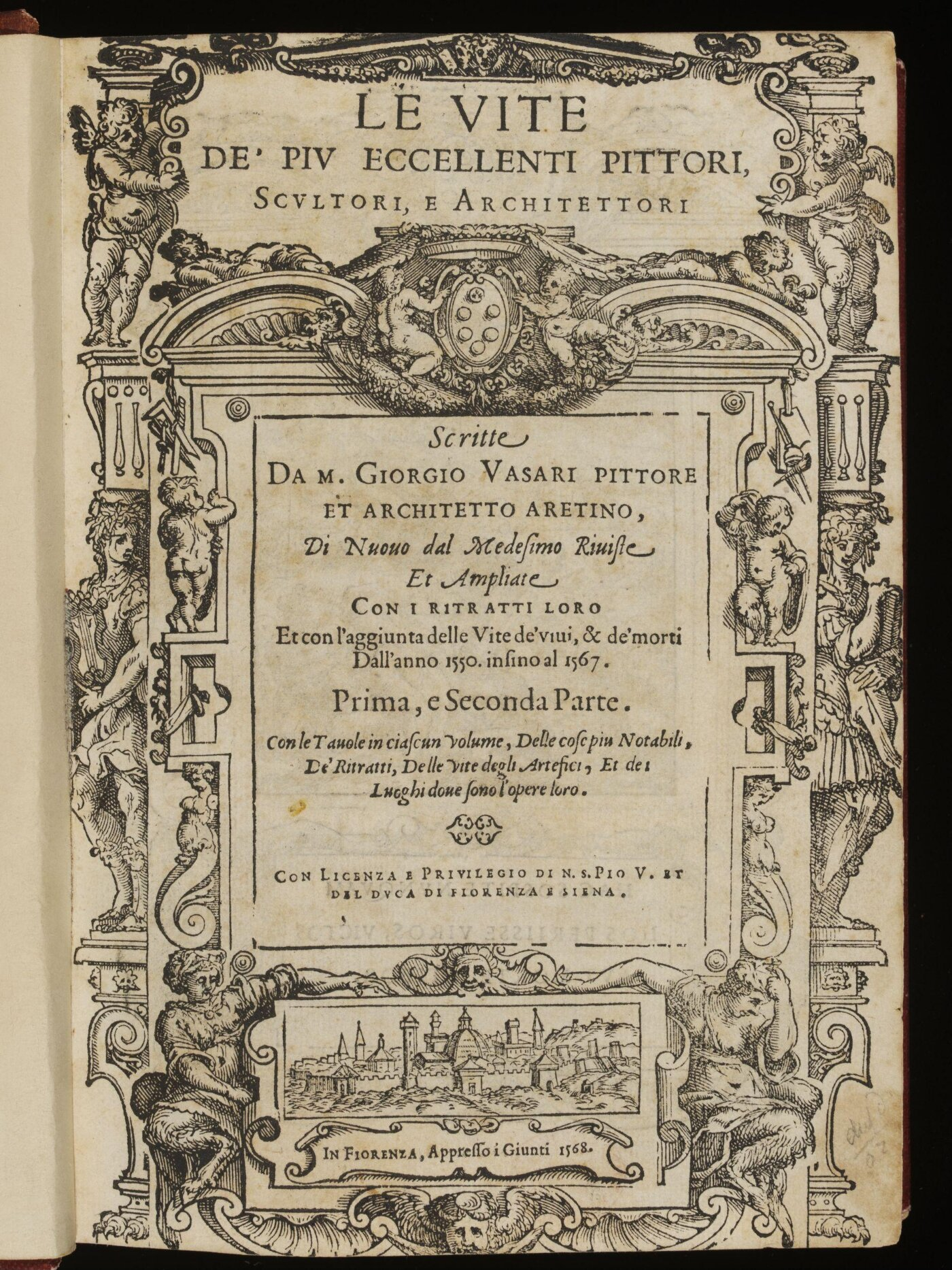
Le Vite, zweite Ausgabe 1568, Titelseite des ersten Bandes

Giorgio Vasari (* 30. Juli 1511 in Arezzo; † 27. Juni 1574 in Florenz) war ein vor allem in der Toskana, aber auch in Rom und Neapel tätiger Architekt und Maler. Er war Hofmaler der Medici-Herzöge und Autor einer Sammlung von Künstler-Biografien. Wegen dieser Lebensbeschreibungen (Le vite de’ più eccellenti pittori, scultori e architettori) wird Vasari oft als der „erste Kunsthistoriker“ und „Vater der Kunstgeschichte“ bezeichnet. Das Cosimo I. de’ Medici gewidmete Werk erschien zuerst 1550 und in einer zweiten, erweiterten Ausgabe 1568, jeweils in Florenz. Die Begriffe Gotik, Renaissance und Manierismus gehen direkt oder indirekt auf Vasaris Vite zurück.
Zu Vasaris bekanntesten Bauwerken gehören die Uffizien in Florenz, ein Verwaltungsbau, der heute ein berühmtes Museum beherbergt.

## Leben

### Jugend
Giorgio Vasari stammt aus einer wohlhabenden Familie aus Arezzo; seine Eltern waren der Textilhändler Antonio Vasari und Maddalena Tacci. Die Vorfahren sollen Töpfer gewesen sein; der Familienname kommt von italienisch vasaio oder vasaro für Töpfer. Nach einer Ausbildung in der Werkstatt des Glasmalers Guglielmo de Marcillat in Arezzo ging Vasari nach Florenz, wo er durch den Kardinal Silvio Passerini Zugang zu den Medici erlangte. Seine künstlerische Ausbildung setzte er durch regelmäßige Besuche in der Werkstatt des Malers Andrea del Sartos und der Akademie Baccio Bandinellis fort.

### Nach dem Tod des Vaters 1527
Mit dem republikanischen Umsturz von 1527 floh Vasari aus Florenz in seine Heimatstadt Arezzo. Im selben Jahr starb sein Vater; er musste den Unterhalt der Mutter und der jüngeren Brüder verdienen und nahm jede Arbeit an, die sich bot, zuerst mehr als Goldschmied denn als Maler. 1530 lud ihn der Kardinal Ippolito de’ Medici ein, ihn nach Rom zu begleiten, wo er bei den Künstlern, die für den Medici-Papst Clemens VII. arbeiteten, so bei Michelangelo Buonarroti, Polidoro da Caravaggio und Baldassare Peruzzi, eine intensive Lehrzeit durchlief und den römischen Manierismus kennenlernte. In diese Jahre fällt die Begegnung mit Rosso Fiorentino, der vor dem Sacco di Roma geflohen war. Die Expressivität Rossos beeinflusste den Stil Vasaris, zu sehen in einem Gemälde mit der Kreuzabnahme in der Kirche Santissima Annunziata in Arezzo oder einer Grablegung Christi.

### Depression und Heilung
Ab 1535 arbeitete er im Auftrag der Medici wieder in Florenz. Der Tod seines Förderers Ippolito de’ Medici und die Ermordung des Florentiner Regenten Alessandro de’ Medici durch dessen Vetter Lorenzino de’ Medici im Januar 1537 trafen ihn schwer. Vasari zog sich nach Camaldoli zurück, wo fünf große Tafelbilder in der Kirche verwahrt werden, und wurde Maler des Ordens der Olivetaner.
Im Februar 1538, wieder seelisch stabiler, übersiedelte er nach Rom. Noch im Frühling desselben Jahres erreichte ihn eine Einladung von Ottaviano de’ Medici, wieder in die Dienste Cosimos einzutreten. Er lehnte ab, erst 1554 kehrte er nach Florenz zurück.

### Reisetätigkeit
1539 ist er in Bologna nachweisbar, wo er Werke für das Kloster San Michele in Bosco malte. Um 1540 erwarb er mit den ersten größeren Einkünften ein Haus in Arezzo („Casa Vasari“, s. u.). 1541 war er in Venedig und malte die Tafelbilder des Palazzo Corner Spinelli, dann in Neapel,  unter anderem im Refektorium von Monteoliveto, im Dom und in der Cappella della Sommaria des Castel Capuano. Er rühmte sich, den Neapolitanern die „Maniera moderna“ gebracht zu haben. Er war in Rimini und in vielen Städten der Emilia und Venetiens. Auf seinen Reisen sammelte Vasari Informationen und Erkenntnisse über die italienische Kunst, die er später für seine Künstler-Viten nutzen konnte.
1542 kam er wieder nach Arezzo, wo er in seinem Haus die Fresken schuf, die von der Kunstgeschichte zu seinen besten Werke gezählt werden. In den Öl- und Temperagemälden der Kassettendecke der Sala del Camino ist der Lebensweg zwischen Tugenden und Lastern und der Einfluss der Himmelskörper dargestellt. Im Mittelpunkt steht das achteckige Bild: Die Tugend, die das Glück schlägt und zu ihren Füßen den Neid hält. An den Seiten sind mit den vier Jahreszeiten die Lebensalter des Menschen abgebildet. Am Rand befinden sich die Planeten mit den Tierkreiszeichen.

### Rom, die Farnese und dieVite

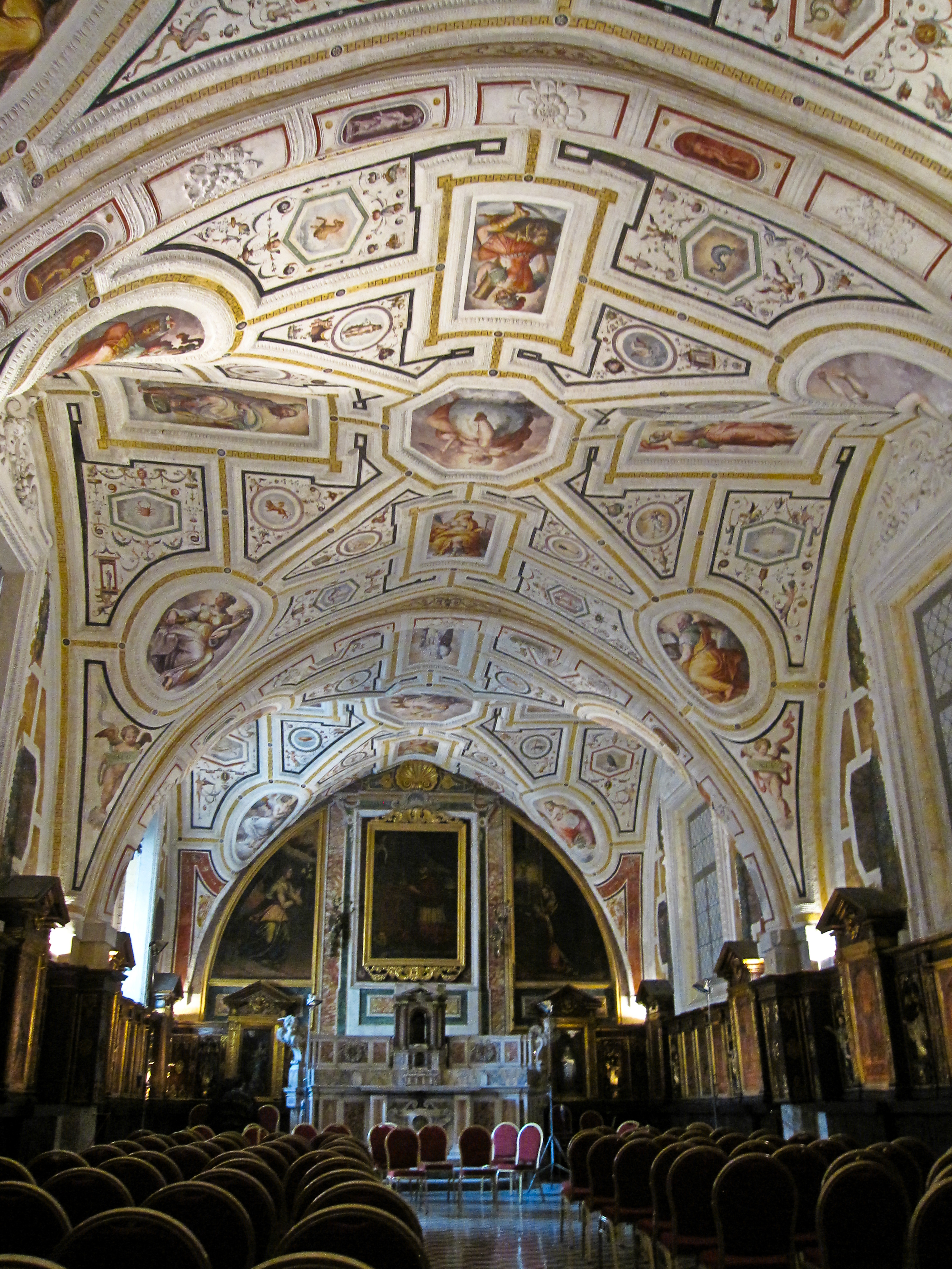
Die „Sakristei des Vasari“ in der Kirche Sant’Anna dei Lombardi in Neapel, im Gewölbe Fresken von Vasari (1545)

1544–1545 war er in Neapel, im Oktober 1545 ging er wieder für einige Jahre nach Rom, wo ihn durch Vermittlung von Paolo Giovio und Annibal Caro der mächtige Kardinal Alessandro Farnese unter seine Schutzbefohlenen aufnahm. Das behinderte für lange Zeit die Rückkehr nach Florenz, weil die Farnese mit den Medici konkurrierten. Für die Farnese dekorierte Vasari 1546 einen Saal im Palazzo della Cancelleria in so kurzer Zeit, dass er hernach „Saal der hundert Tage“ genannt wurde. Die Freskenserie über den Pontifikat von Paul III., Großvater Alessandros brachte ihm großen Ruf und zahlreiche Aufträge.
Zwischen 1545 und 1547 schrieb er die erste Fassung seiner Vite, angeregt durch den Intellektuellen- und Künstlerkreis um Alessandro Farnese. Dabei verwendete er die Zeichnungen, Skizzen und Aufzeichnungen seiner Reisejahre. Dieses Libro de’ disegni di Giorgio Vasari wurde nach seinem Tod auseinandergerissen, die Blätter befinden sich heute in einem Dutzend öffentlicher Sammlungen.
In der Zeit der Abfassung der Vite ging er in Rom eine Beziehung zu Maddalena Bacci ein, mit der er zwei uneheliche Kinder hatte. Um den Skandal zu vermeiden, endete die große Liebe nicht mit einer Heirat, sondern zwei: Maddalena ehelichte einen Hauptmann der herzoglichen Miliz, Vasari nahm ihre jüngere Schwester Niccolosa, damals erst elfjährig, zur Frau. 1550 beschloss er, nach Florenz zurückzukehren.

### Rückkehr in die Toskana
Zurück in Florenz, ließ Vasari die erste Ausgabe der Vite (1550) vom Florentiner Verlag Torrentino drucken. 1550–1552 projektierte er die Ausschmückung der Villa Giulia in Rom. Cosimo I. berief ihn 1554 wieder nach Florenz, in den Folgejahren Zentrum seiner künstlerischen Tätigkeit. Nach dem großen Arno-Hochwasser im Jahre 1557 arbeitete er an der Wiederherstellung und am Neubau vieler Gebäude: Palazzo Vecchio (Ausmalung des „Quartiere degli Elementi“, 1555–1557, der Gemächer Leo X., 1555–1562; des Salone dei Cinquecento, 1562–1565; Dekoration des „Studiolo di Francesco I.“ 1570–1572), Bau der Uffizien 1559 bis zu seinem Tod. Für die Medici baute er auch den geschlossenen Gang von den Uffizien zum Palazzo Pitti über den Dächern der Altstadt.
1563 gründete Vasari in Florenz unter der Schirmherrschaft von Cosimo I. die erste reine Lehranstalt für angehende Künstler, die Accademia delle Arti del Disegno.
Neben der Tätigkeit als Hofarchitekt führte er weitere Aufträge aus: Modernisierung 1560–1564 der Pieve Santa Maria in Arezzo, in der sich heute sein Grab befindet; der Kirchen Santa Maria Novella, 1565–1567, und Santa Croce in Florenz, 1566–1568; Umbau der Badia delle Sante Flora e Lucilla. Unterdessen arbeitete er seit 1550 beständig an der Verbesserung und Erweiterung seiner Sammlung von Künstlerbiographien. Die zweite Ausgabe der Vite erschien 1568 beim Verlag Giunti in Florenz.

### Die letzten Jahre
Zu den letzten Arbeiten zählen das Projekt der Loggien an der Piazza Grande in Arezzo (1570–1572) und die Ausschmückung der drei Cappelle Pie und der Sala Regia im Vatikan (1571–1573). An den riesigen Fresken der Domkuppel von Santa Maria del Fiore arbeitete er bis in sein Todesjahr, vollendet hat sie erst Federico Zuccari.

## Werke

### Bauwerke
Wie andere Florentiner Künstler vor ihm war Giorgio Vasari auch als Architekt tätig. In seinen Viten verweist er mehrfach auf von ihm entworfene Bauwerke und von ihm eingeführte Innovationen.

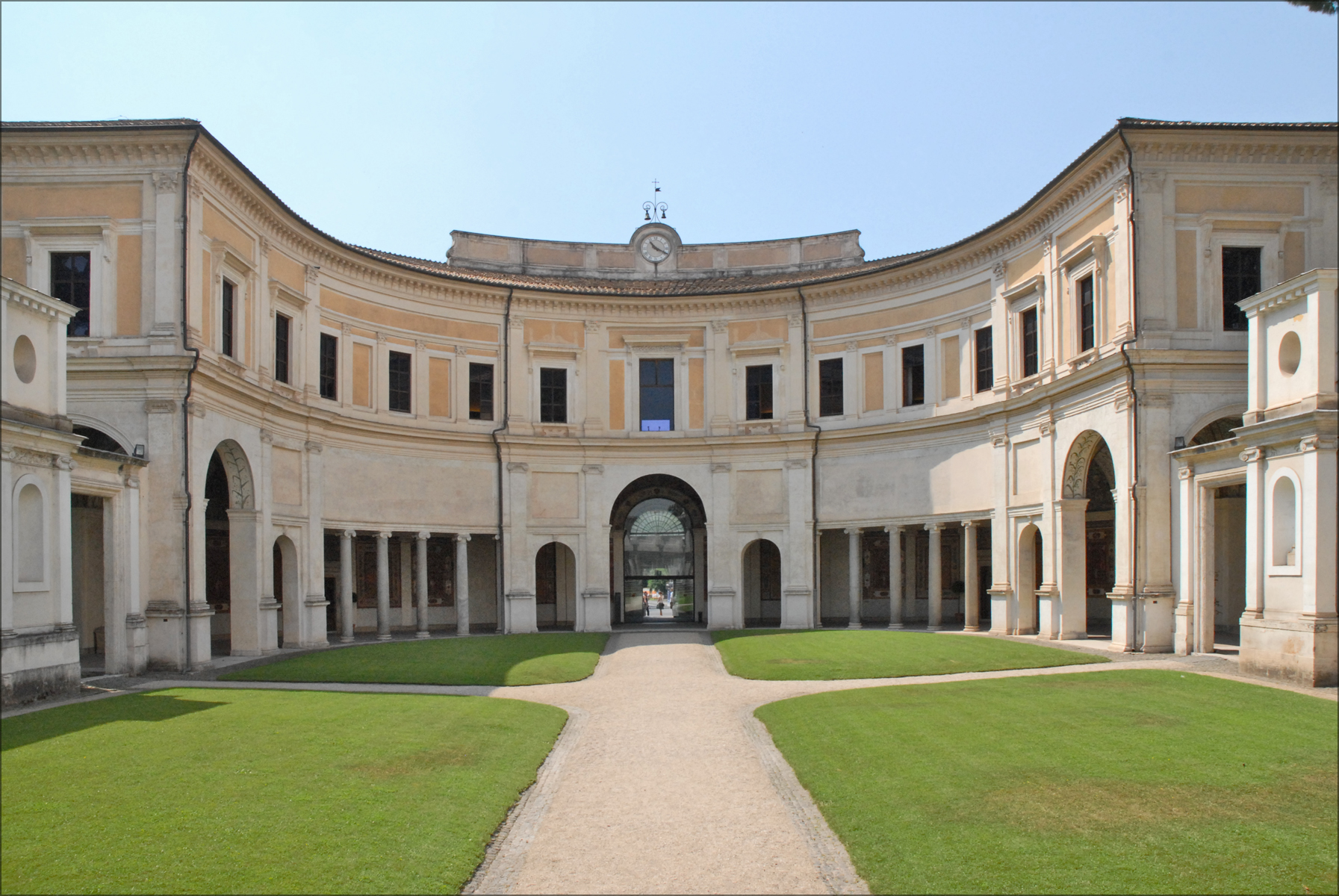
Villa Giulia in Rom, Eingangshof. Architekten: Vasari, Vignola, Ammanati
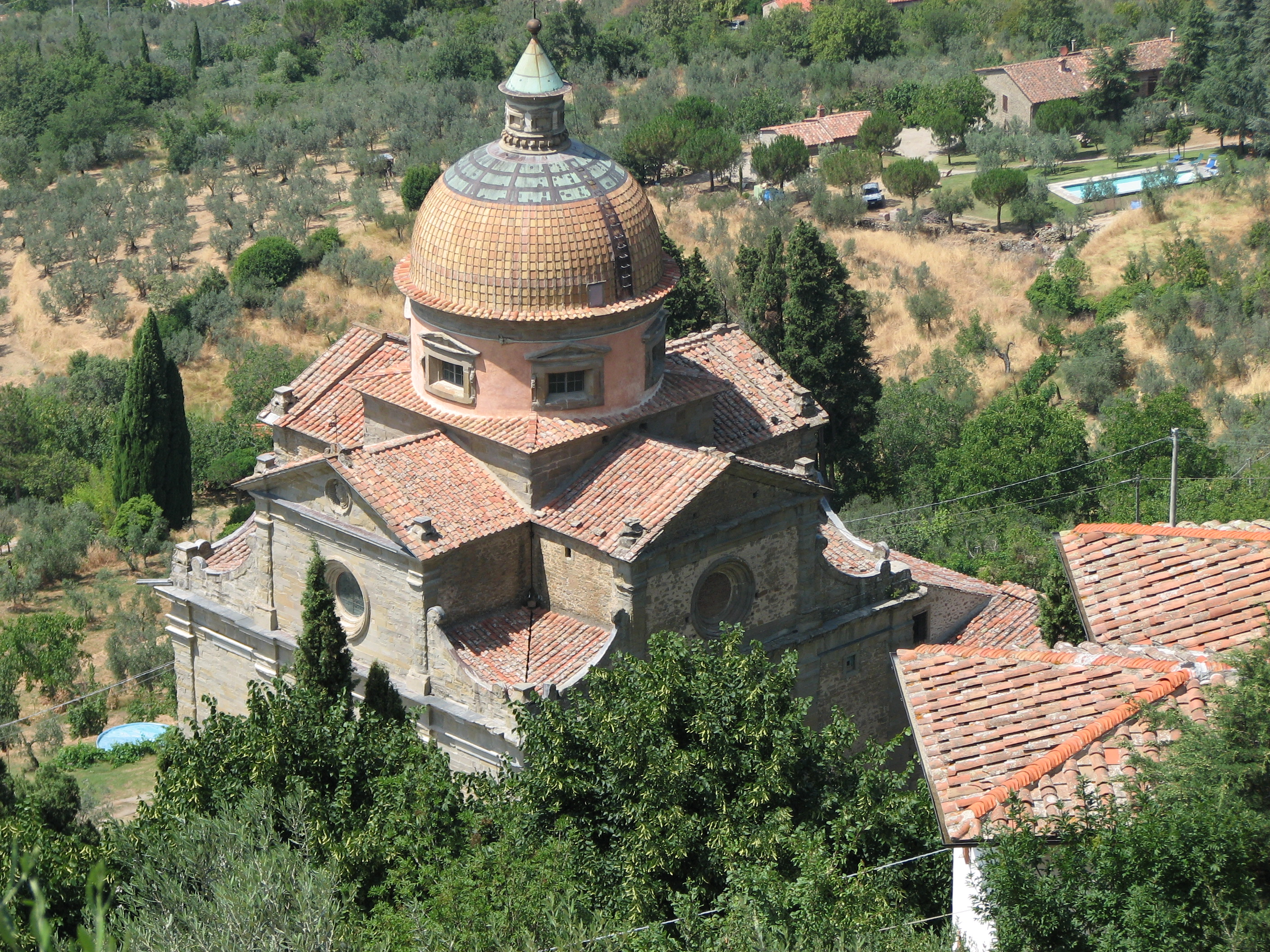
Santa Maria Nuova in Cortona
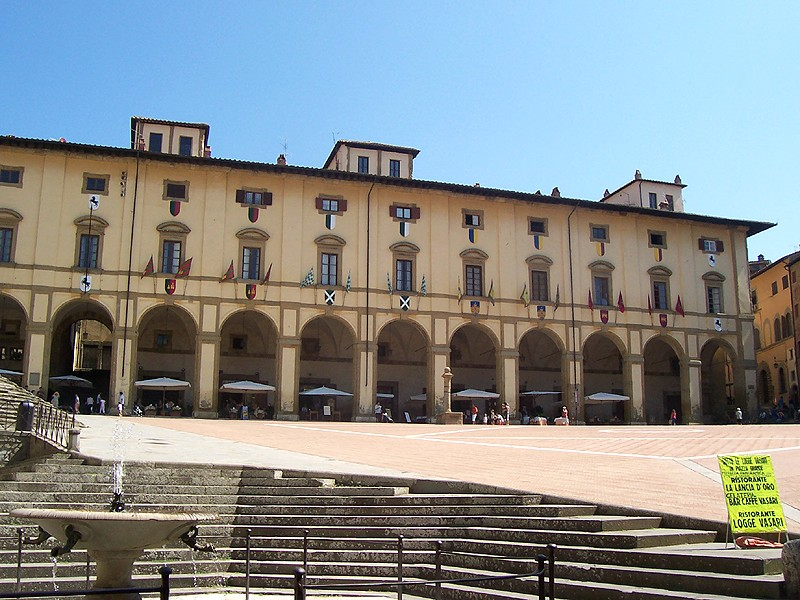
Die Loggia Vasari in Arezzo
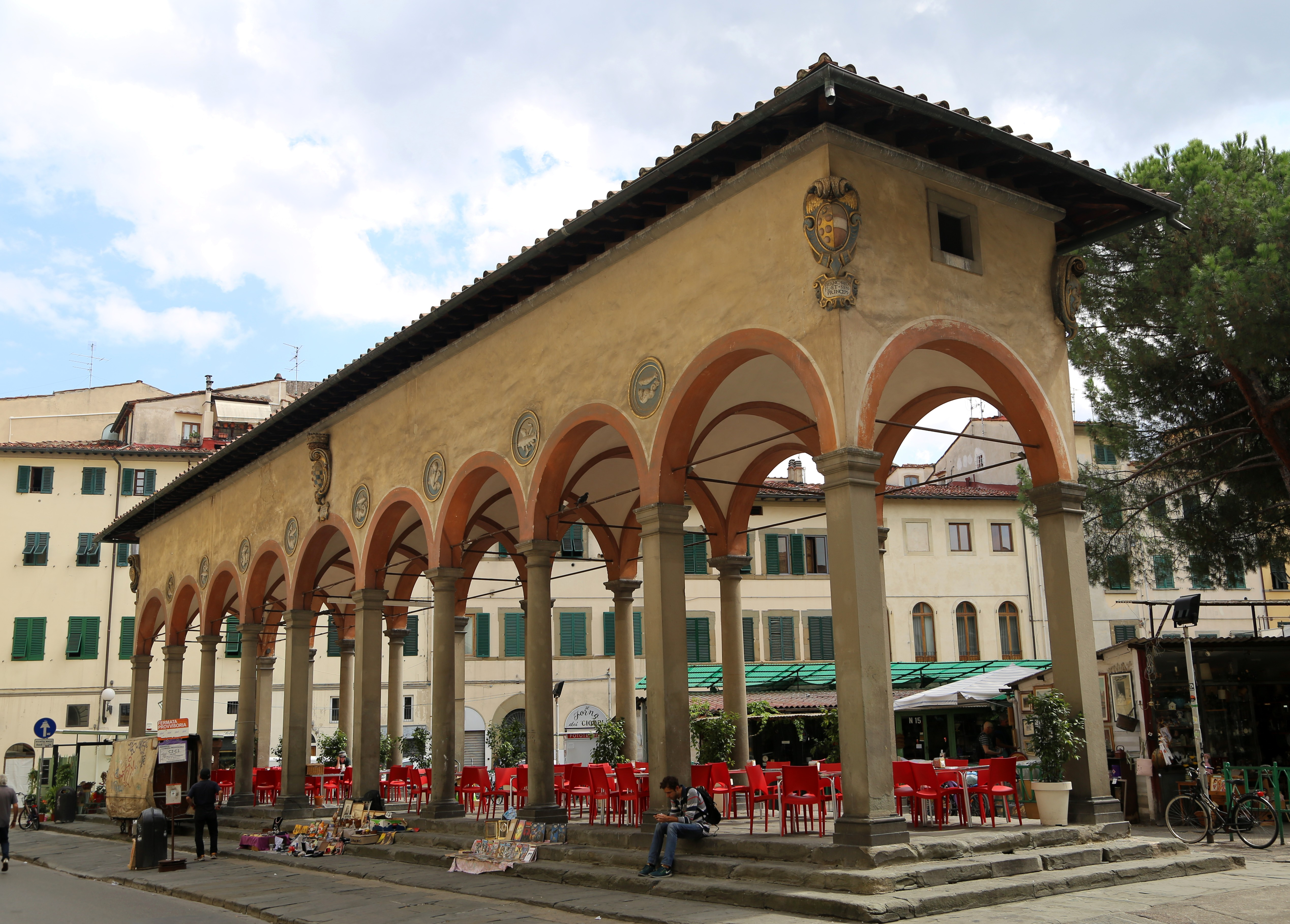
Loggia del Pesce (Fischhalle) in Florenz
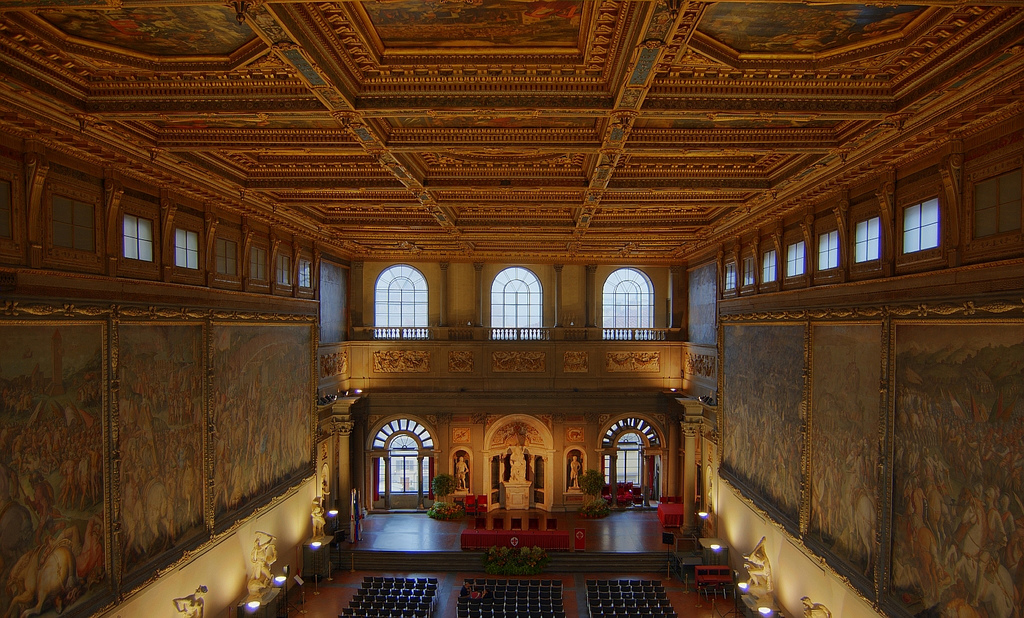
Palazzo Vecchio: Salone dei Cinquecento, von Vasari 7 m erhöht
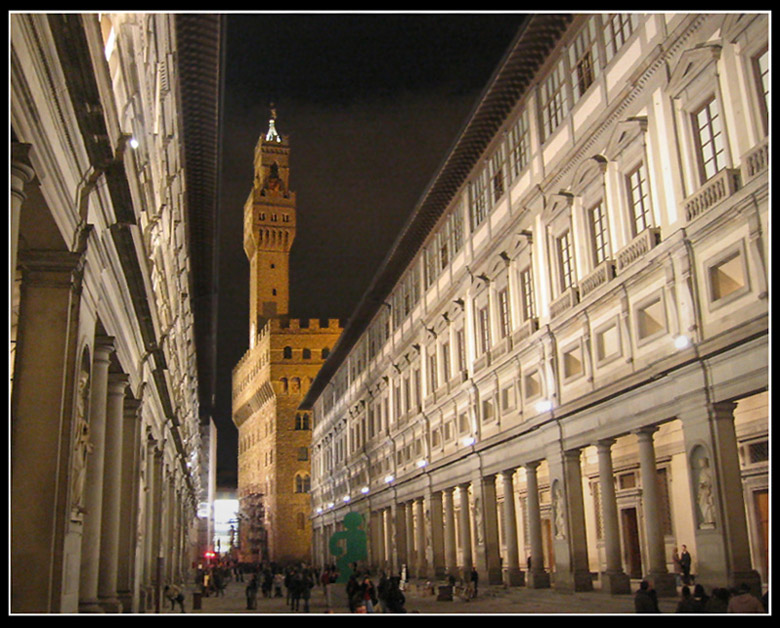
Die Uffizien bei Nacht, im Hintergrund Palazzo Vecchio

### Malerei

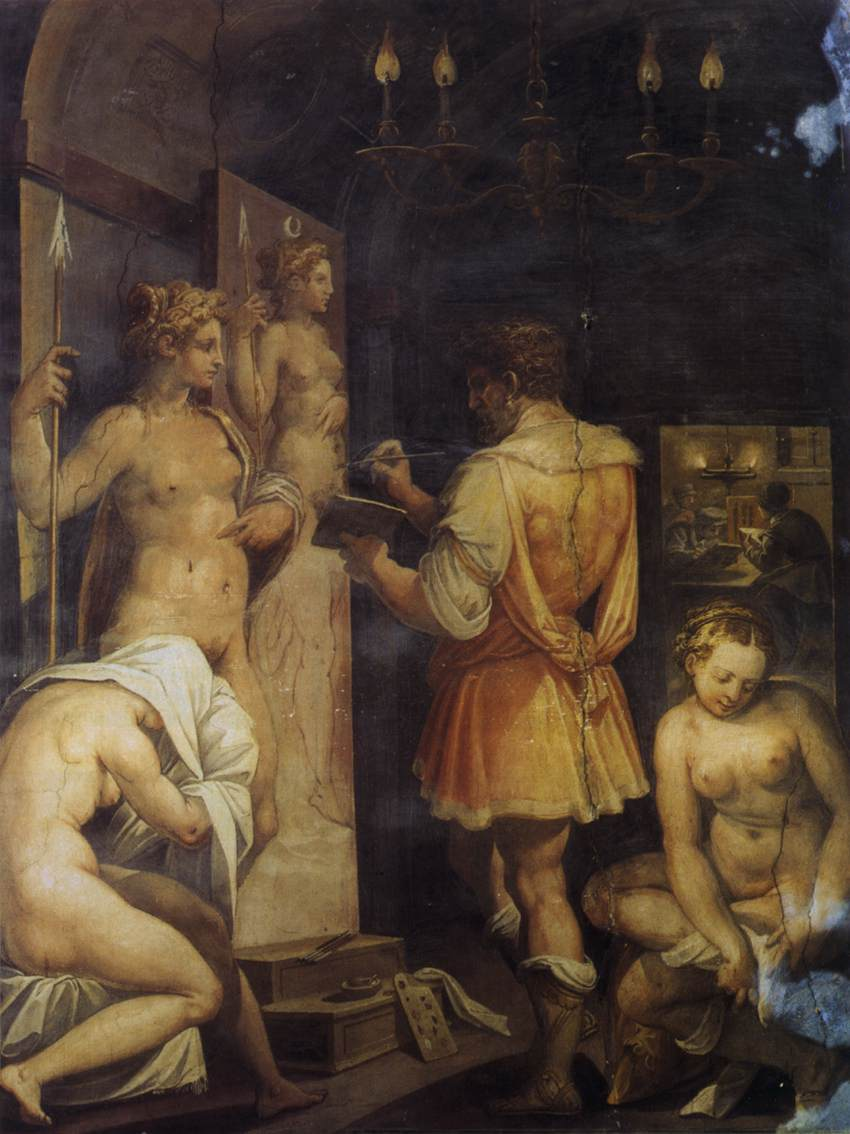
Giorgio Vasari: Das Atelier des Malers
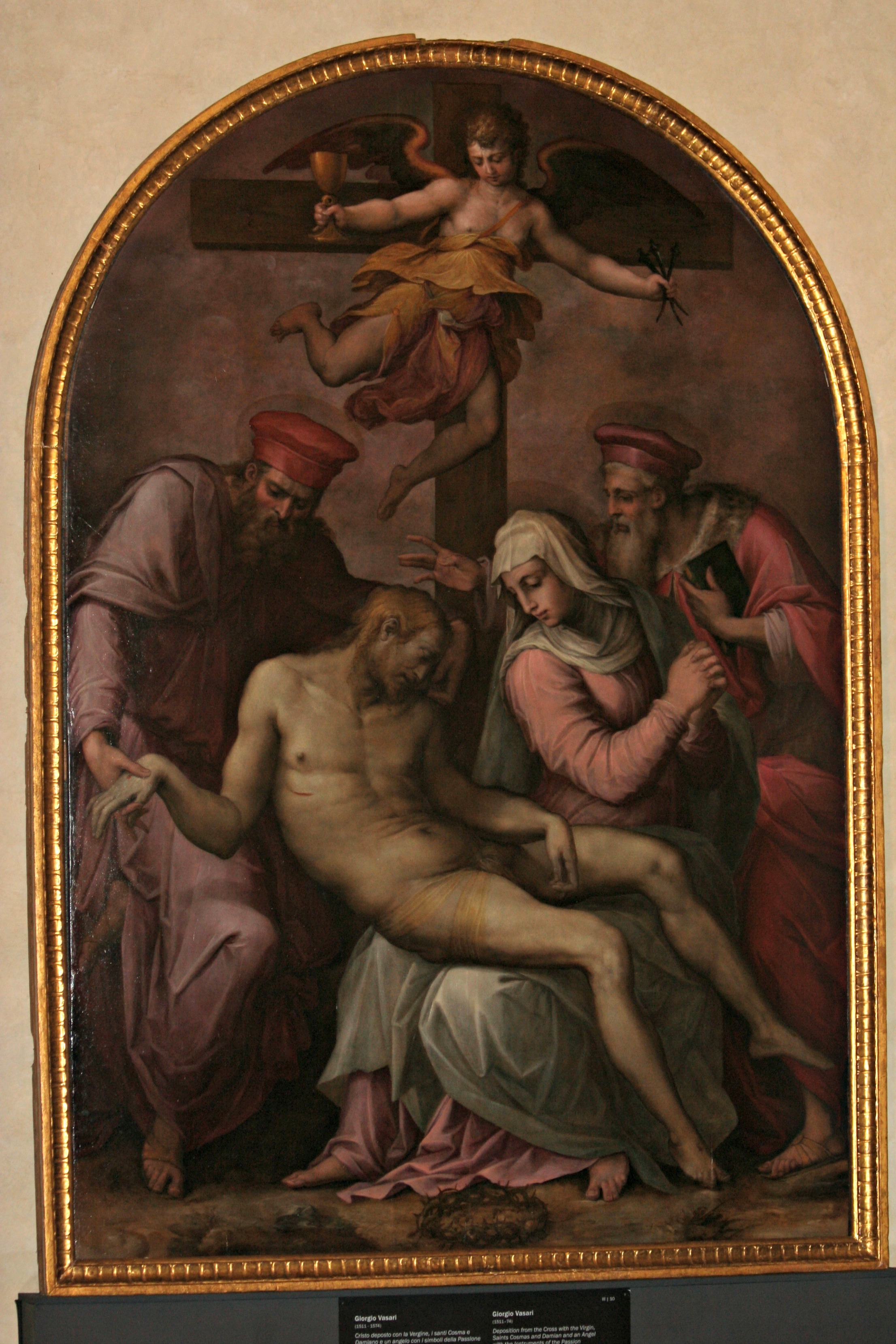
Kreuzabnahme mit den Heiligen Cosmas und Damianus
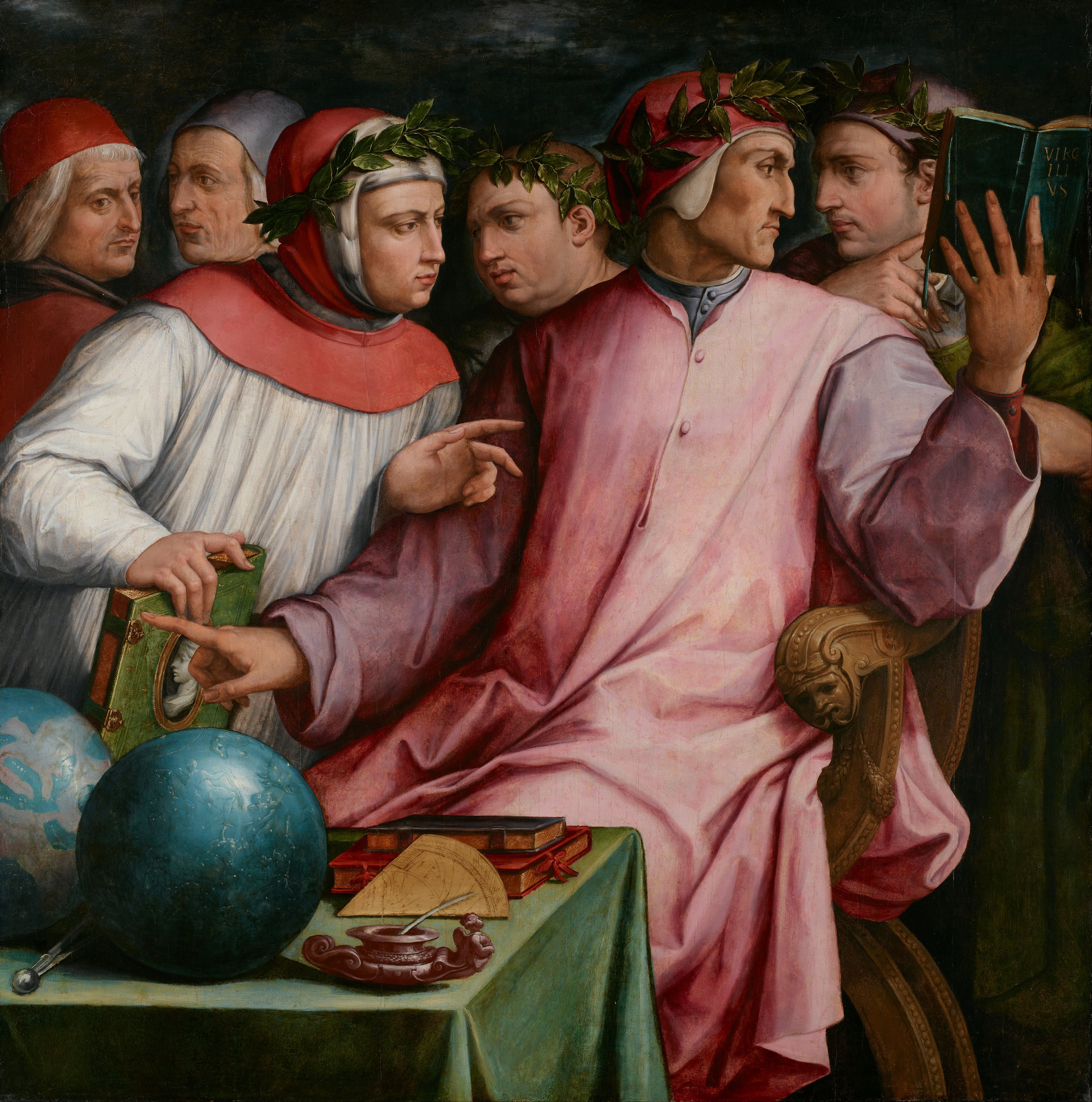
Sechs toskanische Dichter, um 1544
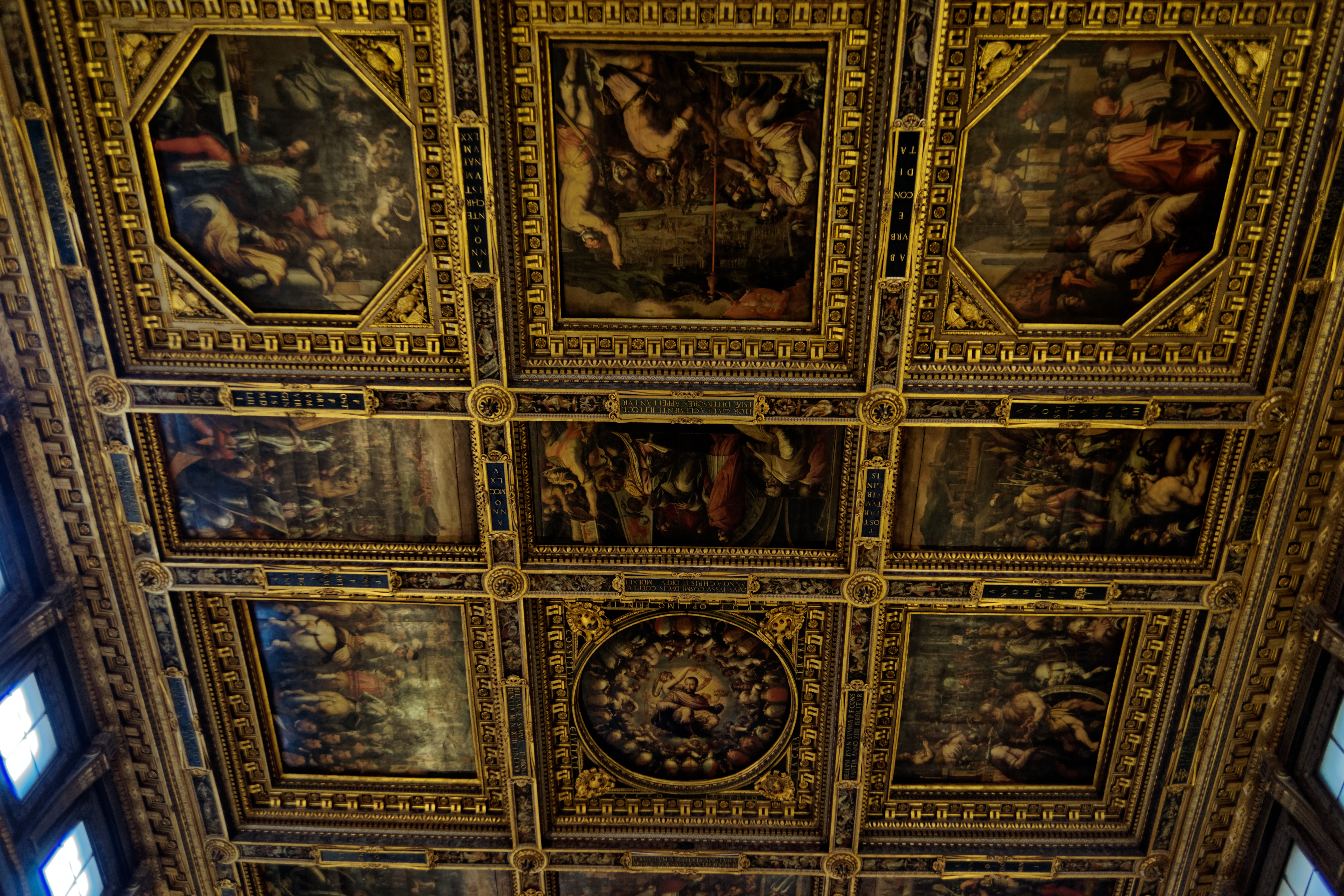
Die Kassettendecke des Salone dei Cinquecento im Palazzo Vecchio
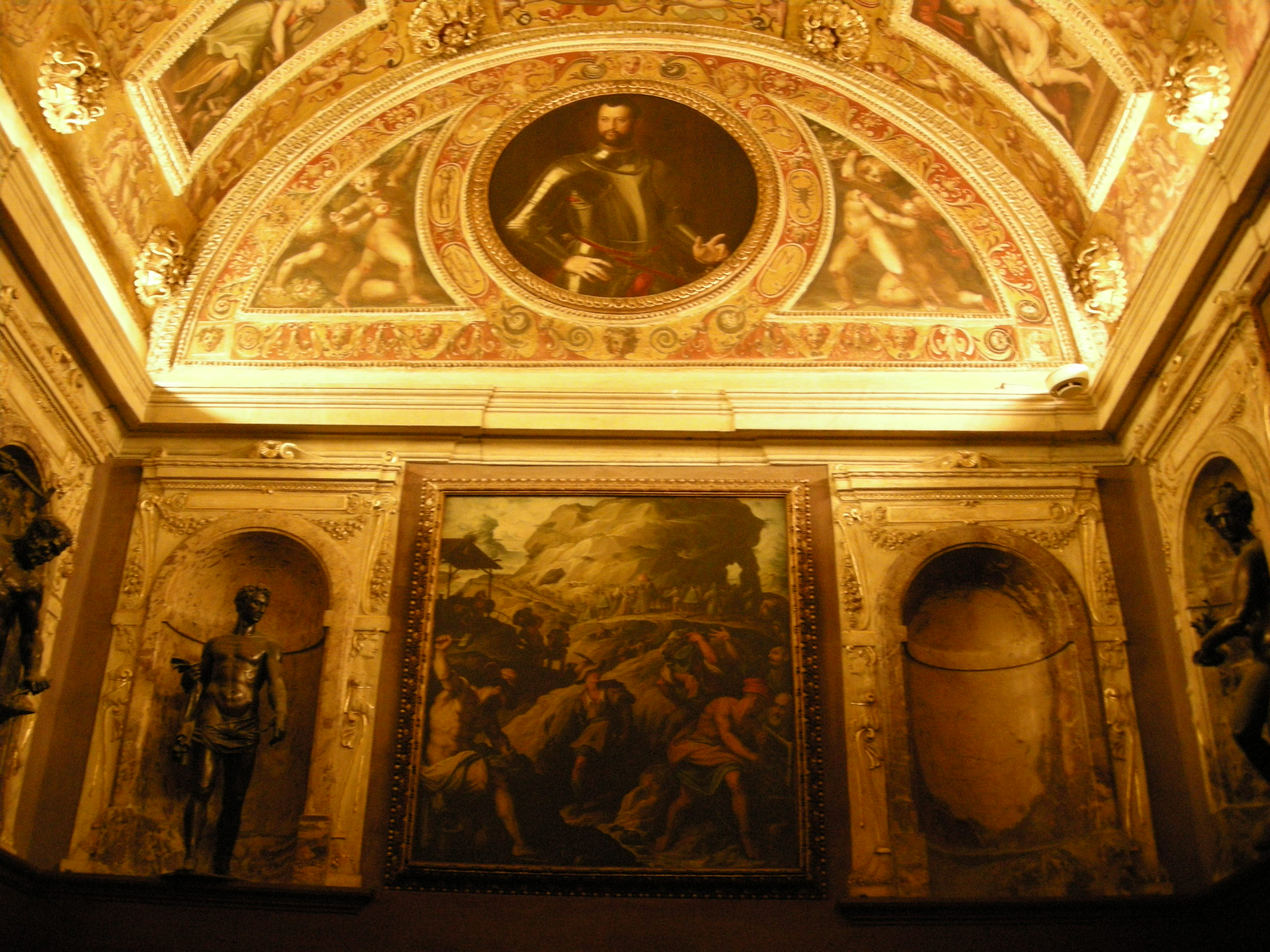
Die Dekoration des „Studiolo di Francesco I.“ im Palazzo Vecchio
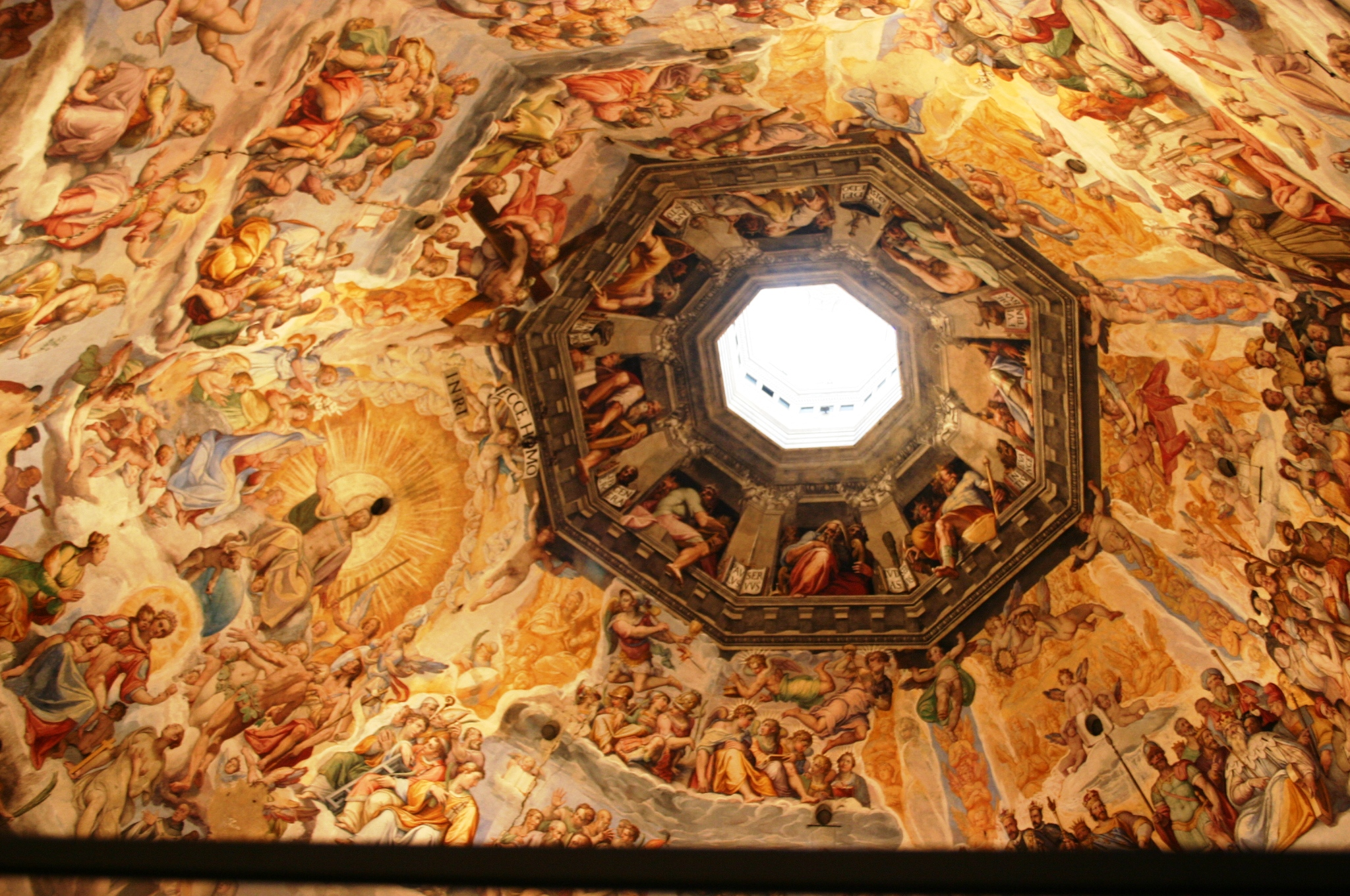
Vasari und Federico Zuccari: Die Kuppelfresken im Dom von Florenz

- Gemälde in der Kirche San Donnino und Ilario des Klosters Camaldoli, 1537–1540.
- Fresken und Deckengemälde in der Casa di Giorgio Vasari in Arezzo, ca. 1541–1546 und erneut um 1568.
- Fresken in der Sala dei Cento Giorni im Palazzo della Cancelleria in Rom, 1546/47.
- Fresken und Deckengemälde im Palazzo Vecchio in Florenz (Quartiere di Leone X, Quartiere degli Elementi, Quartiere di Eleonora und Sala dei Cinquecento), 1555–1565.
- Gemälde Die Toilette der Venus (für Luca Torrigiani), 1558, Staatsgalerie, Stuttgart.[8]
- Entwürfe für das „Studiolo“, das Studierzimmer des Großherzogs Francesco I. im Palazzo Vecchio in Florenz, ca. 1568–1570.
- Fresken in der Casa di Giorgio Vasari in Florenz, Borgo S. Croce, ca. 1569–1573.
- Fresken in der Sala Regia des Vatikanpalastes in Rom, 1572.
- Kuppel des Doms in Florenz, Fresko Das jüngste Gericht, 1572–1574, vollendet von Federico Zuccaro 1574–1579[9]

### DieVite(Künstlerbiographien)
Vasaris Opus magnum, das ihm überdurchschnittliche Beachtung sicherte, sind seine Künstlerbiographien, Le Vite. Die Erstausgabe in zwei Bänden erschien 1550, die zweite, stark erweiterte Ausgabe in drei Bänden 1568. Vasari beschrieb italienische Maler, Bildhauer und Architekten in chronologischer Anordnung, beginnend mit Cimabue. Dabei bevorzugte er Künstler aus der Toskana und Umbrien. In der zweiten Ausgabe sind auch Holzschnitte mit Künstlerporträts und am Ende eine Autobiographie Vasaris enthalten. Obwohl Vasaris Angaben teilweise fehlerhaft oder sogar erfunden sind, gelten die Vite nach wie vor als wichtiges Referenzwerk zur Kunst der italienischen Renaissance.

## Case Vasari

### Casa Vasari in Florenz

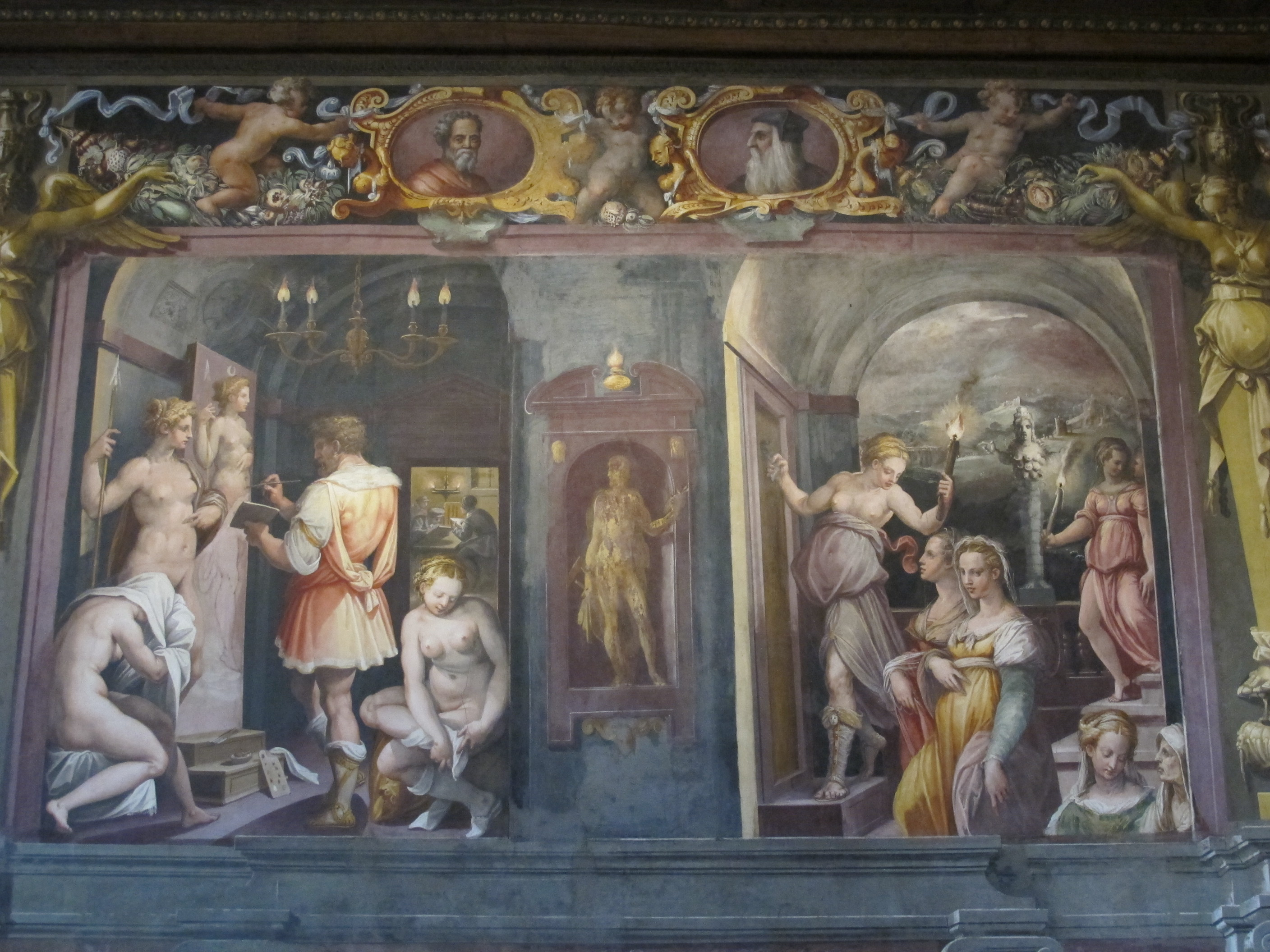
Geschichte des Zeuxis in der Casa Vasari in Florenz

Es gibt zwei Case Vasari, in Florenz und in Arezzo. In Florenz überließ Cosimo I. de’ Medici 1557 den Palazzo im Borgo Santa Croce 8 als Wohnsitz dem Künstler zur Miete, 1561 schenkte Cosimo das Haus Vasari in Anerkennung seiner Dienste. Vasari schuf in den Innenräumen Fresken, von denen nur die im Salon erhalten geblieben sind. Der Palast, lange vernachlässigt, wurde 1942, 1995 und umfassend 2009–2011 restauriert, wurde 1933 unter Denkmalschutz gestellt und ist seither über das danebenstehende Museo Horne der Fondazione Horne zu besichtigen.
Die Fresken der Sala grande zeigen Kunstallegorien, an der Westwand die „Geburt der Malerei“, an der Ostwand den Syrakusaner Bildhauer Zeuxis, im Norden die Geschichte von Apelles und im Süden dreizehn Künstler aus den Vite, Zeitgenossen Vasaris.

### Casa Vasari in Arezzo

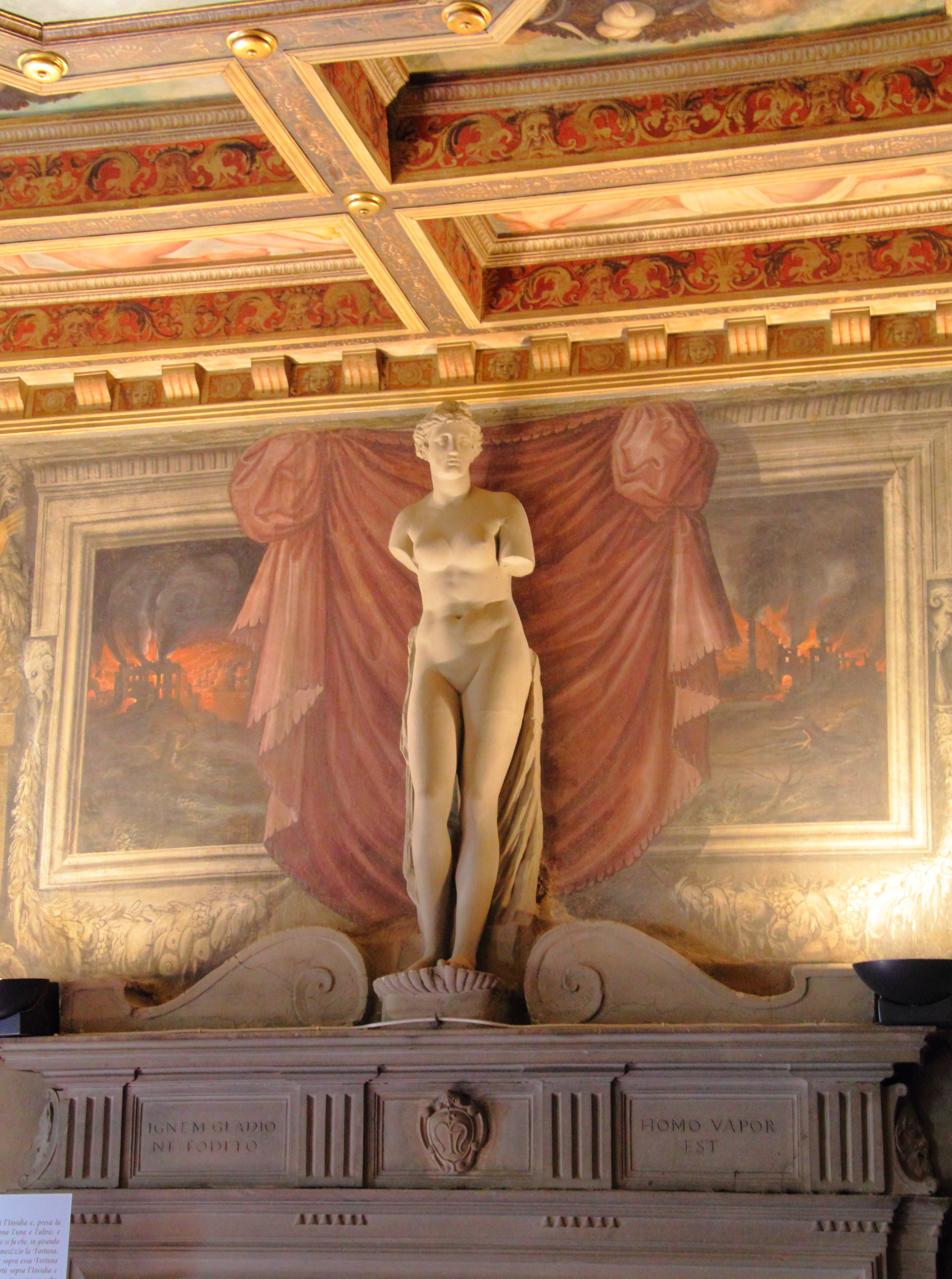
Skulptur im Salon der Casa Vasari in Arezzo

In seiner Geburtsstadt Arezzo erwarb Vasari das Haus in der Via XX settembre 55 und machte es zum Wohnsitz der Familie. Die manieristische Ausstattung ist erhalten, die Einrichtung großenteils verloren, Vasaris Fassadenplanung wurde nicht ausgeführt. Das Haus blieb im Besitz der Familie bis zu ihrem Aussterben im Jahr 1687, nach mehreren Besitzwechseln fiel es 1911 an den italienischen Staat, der daraus ein Museum machte. In der Casa Vasari befindet sich auch das Archivio Vasariano.

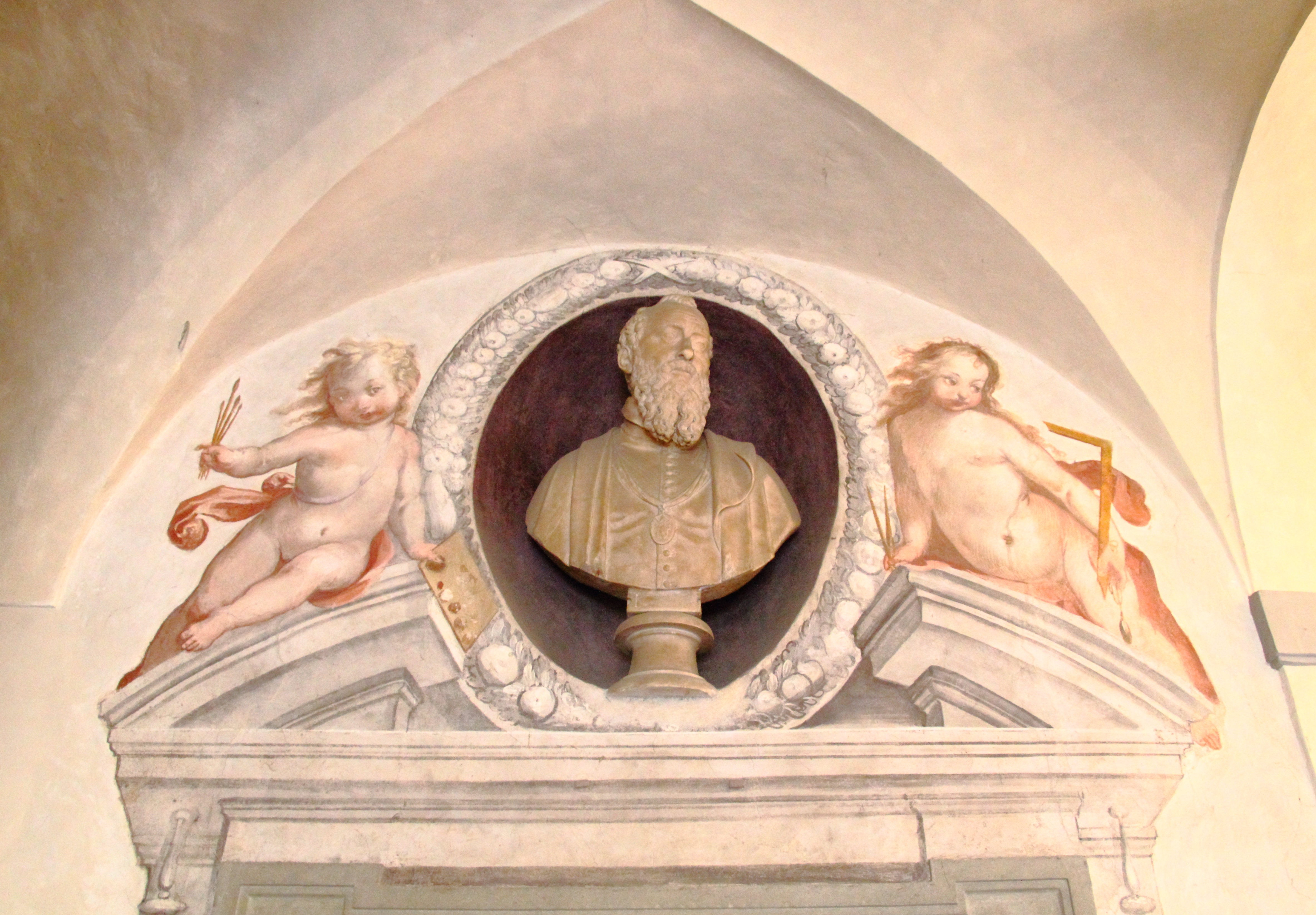
Büste über dem Eingangsportal der Casa Vasari in Arezzo
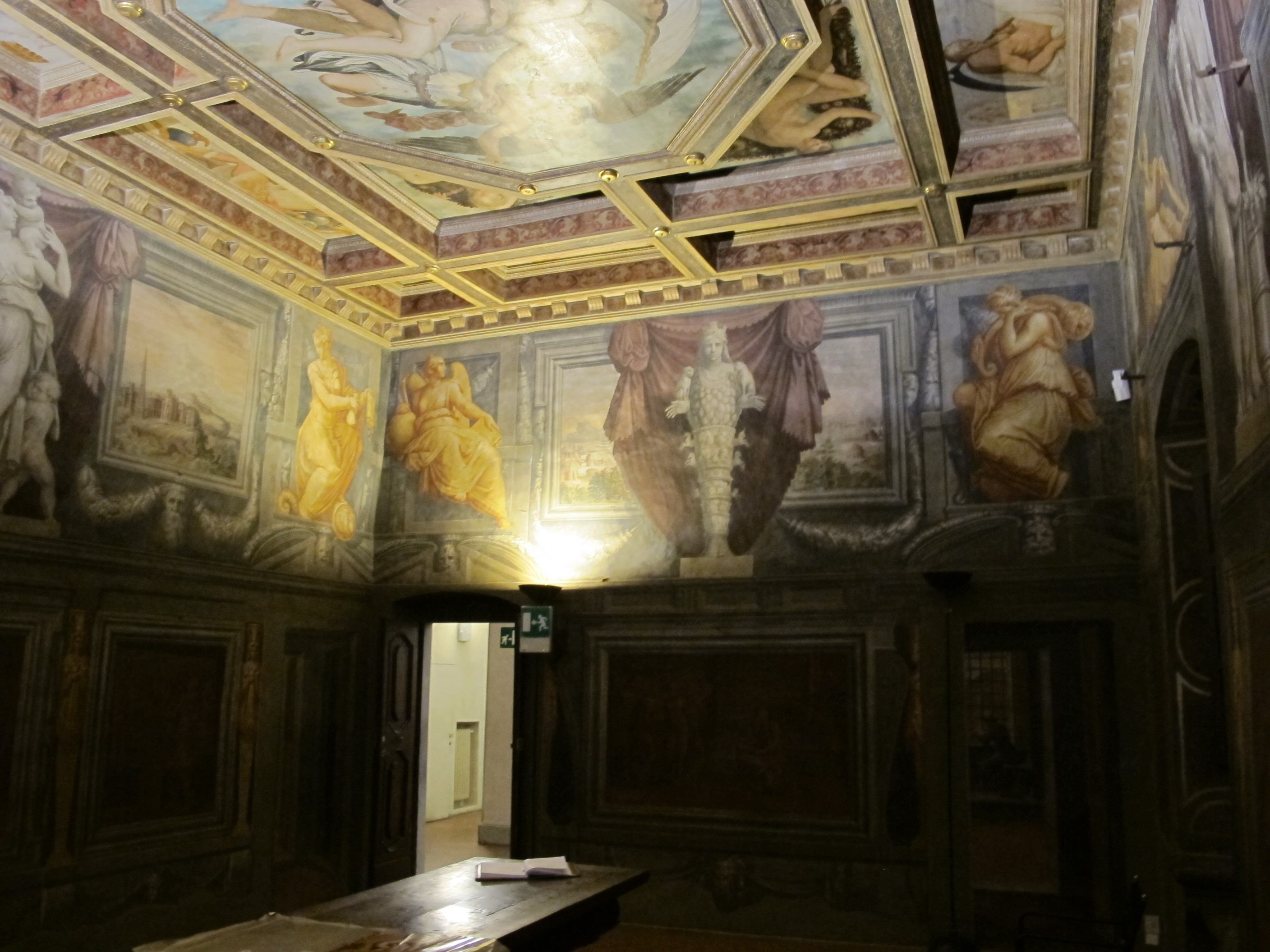
Salon der Casa Vasari in Arezzo

## Archivio Vasariano
Das Vasari-Archiv, das unter anderem 17 autographe Briefe von Michelangelo Buonarroti und drei Autographen seiner Sonette enthält, ist eine unschätzbare Quelle für die Kunst des 16. Jahrhunderts.
Als der letzte Erbe starb, behielt Graf Rasponi Spinelli als Testamentsvollstrecker das Archiv als Pfand, es wurde mehr als zweihundert Jahre später, 1908, im Florentiner Palazzo Rasponi Spinelli wiederentdeckt. Heute befindet sich das Archiv erneut in Arezzo, im Besitz der Erben, der vier Brüder Tommaso, Francesco, Leonardo und Antonio Festari. Sie haben im März 2017 die Digitalisierung der Dokumente abgeschlossen, die in dieser Form jetzt öffentlich zugänglich sind.
Schon 1983 wollte Giovanni Festari das Archiv des Künstlers für umgerechnet 150 Mio. Euro an den russischen Oligarchen Wassili Stepanow verkaufen, der kolportierte Preis wurde nie bezahlt. In Florenz kursieren Gerüchte, dass der astronomische Preis genannt wurde, um die Entschädigungssumme für die geplante Enteignung hochzutreiben (der Staat hat umgerechnet 1,5 Mio. Euro angeboten, ein Gericht hat den Schätzwert verdoppelt). Das Archiv ist durch das Gesetz Ronchey vinkuliert und darf Italien auf keinen Fall verlassen.
2017 wurde das Archiv zum national wichtigen Kulturgut erklärt, der vorbereitende Schritt zur Enteignung. Dagegen legten die Erben Einspruch ein. Die Enteignung wurde am 25. April 2018 per Dekret verkündet, ist aber noch nicht rechtskräftig. Ein Rechtsstreit zwischen dem Staatsarchiv und den Brüdern Festari, unter anderem über die Entschädigungshöhe, sowie Strafanzeigen gegen das Staatsarchiv sind anhängig, der Konflikt kann angesichts des Zustands der italienischen Justiz noch Jahre dauern.